# Берёзовка (приток Ветлуги)
Берёзовка — река в России, протекает в Шабалинском районе Кировской области. Устье реки находится в 736 км по правому берегу реки Ветлуга. Длина реки составляет 16 км, площадь водосборного бассейна 63,5 км².
Исток находится южнее у деревни Верхняя Берёзовка в 6 км к северо-западу от села Черновское. Река течёт на запад, в среднем течении на ней стоит деревня Ключи. Впадает в Ветлугу у деревни Быстри.

## Данные водного реестра
По данным государственного водного реестра России относится к Верхневолжскому бассейновому округу, водохозяйственный участок реки — Ветлуга от истока до города Ветлуга, речной подбассейн реки — Волга от впадения Оки до Куйбышевского водохранилища (без бассейна Суры). Речной бассейн реки — (Верхняя) Волга до Куйбышевского водохранилища (без бассейна Оки).
По данным геоинформационной системы водохозяйственного районирования территории РФ, подготовленной Федеральным агентством водных ресурсов:
- Код водного объекта в государственном водном реестре — 08010400112110000040793
- Код по гидрологической изученности (ГИ) — 110004079
- Код бассейна — 08.01.04.001
- Номер тома по ГИ — 10
- Выпуск по ГИ — 0